# El Pensamiento Galaico
El Pensamiento Galaico  era un giornale spagnolo pubblicato a Santiago di Compostela tra il 1888 e il 1895.